# Vitsjön, Södermanland
Vitsjön är en sjö i Eskilstuna kommun i Södermanland och ingår i Norrströms huvudavrinningsområde.